# Taraxacum croceiflorum
Taraxacum croceiflorum — вид квіткових рослин з родини айстрових (Asteraceae). Вид зростає в Європі: Англія, Уельс, Шотландія, Данія, Норвегія; Швеція, Фінляндія, Нідерланди, Бельгія, Німеччина, Швейцарія, Польща, Чехія, Франція, Естонія, Латвія ; інтродукований до Ірландії та Північної Ірландії; це багаторічна рослина помірних біомів.

## Середовище
Населяє луки, береги тощо.

## Морфологічна характеристика
T. croceiflorum має крилаті зелені черешки, досить вузькі, багатолопатеві листки з маленькою трикутною кінцевою часткою, і найкраще діагностувати їх за червоними кінцями язичків у оранжево-жовтих квітках. Приквітки досить вузькі і загнуті назад.